# Master of Orion
Master of Orion – komputerowa strategiczna gra turowa, należąca do podgatunku 4X, osadzona w świecie science fiction. Została stworzona przez Steve’a Barcię z firmy Simtex, a wydana w roku 1993 przez MicroProse. Gra doczekała się trzech kontynuacji, Master of Orion II: Battle at Antares, Master of Orion III i Master of Orion: Conquer the Stars.

## Fabuła
Akcja gry dzieje się w XXIII wieku, kiedy dziesięć ras żyjących w galaktyce osiągnęło odpowiednio wysoki poziom technologiczny. Dzięki temu rozpoczęły kolonizację kolejnych planet w galaktyce, by zdobywać nowe surowce i miejsce do życia dla swych ludzi. Taka sytuacja może doprowadzić do galaktycznego konfliktu. Jednocześnie, wszystkie rasy znają mit o starożytnej cywilizacji, zamieszkującej świat Orion. Są 2 sposoby na wygranie gry – wyeliminowanie pozostałych ras, albo zostanie wybranym na rządzącego galaktyką przy zebraniu wszystkich ras.

## Rozgrywka
Na początku rozgrywki gracz wybiera, którą rasę będzie prowadzić w grze, wybiera także liczbę komputerowych przeciwników (od 1 do 5). Każda z ras ma swoją specjalizację, jak np. szybka produkcja żywności, większy przyrost naturalny czy szybszy rozwój technologiczny, a także zdefiniowane wstępne stosunki z innymi rasami. Gra odbywa się w turach, a jedna tura symbolizuje jeden rok w świecie gry. Na grę składa się wiele elementów – budowa floty kosmicznej, kolonizacja i rozwój planet, a także rozwijanie stosunków dyplomatycznych z innymi rasami w kosmosie.

### Mapa galaktyki
Główna część rozgrywki przebiega na dwuwymiarowej mapie galaktyki, na której zaznaczone są układy planetarne. Na niej gracz steruje swoimi statkami kosmicznymi, z niej też wchodzi w obraz posiadanych przez siebie planet. W grze wszystkie planety są widoczne od samego początku. Kolonizacja planety wymaga wysłania odpowiednich statków w jej obszar. Planety różnią się pod kątem przydatności do zamieszkania – są one podzielone na kilka typów, np. „jungle”, „barren”, „toxic” czy „tundra”.

### Ekran planety
Ekrany planety w samej grze są dość uproszczone, prezentują informacje na temat wielkości populacji planety, jej wzrostu, fabryk i zanieczyszczeń. W późniejszej fazie rozgrywki możliwa jest terraformacja planety.

### Drzewko technologiczne
Gra ma 5 ogólnych kategorii rozwoju: Computers, Force Fields, Planetology, Construction, Propulsion, oraz Weapons, każda oferuje inne wynalazki, które zapewniają dostęp do zwiększenia produkcji lepszych broni, lepszych modułów statków czy polepszania jakości planet.

### Flota i walka
Walka może toczyć się pomiędzy żołnierzami na powierzchni planet, oraz pomiędzy flotami w przestrzeni kosmicznej. Gracz posiada możliwość produkcji własnych statków, dysponując ich niewielką liczbą na początku rozgrywki. Do tego istnieje możliwość zaprojektowania własnych okrętów – wymagają one odpowiedniej technologii, jednocześnie gra ogranicza liczbę typów okrętów do 6.

## Dyplomacja
W grze – poza rozwiązaniami siłowymi – można stosować dyplomację oraz szpiegostwo. Gracz może nawiązywać kontakty handlowe, wymieniać się technologiami, czy też tworzyć sojusze.